# Newton (Mississippi)
Pour les articles homonymes, voir Newton.
Newton est une ville américaine située dans le comté du même nom, dans l'État du Mississippi.
Selon le recensement de 2010, Newton compte 3 373 habitants. La municipalité s'étend sur 7,17 milles carrés (18,57 km2), dont 7,15 milles carrés (18,52 km2) de terres.
Le chanteur de musique country Paul Overstreet est originaire de la ville.